# 50PLUS
50PLUS (forkortes: 50+) er et hollandsk politisk parti, som repræsenterer pensionisters interesser.

## Historie

### Dannelse og første valg
50+ blev dannet i 2009 af en gruppe politikere, som hovedsageligt kom fra Partij van de Arbeid og Leefbaar Nederland.
Partiet vandt deres første national repræsentation ved senatvalget i 2011 hvor at de vandt en plads. Ved deres første parlamentsvalg i 2012 vandt de 2 pladser. Ved parlamentsvalget i 2017 vand partiet 4 pladser, hvilke var et meget stærkt resultat.
Partiet vandt repræsentation i Europa-Parlamentet ved Europa-Parlamentsvalget i 2019.

### Splittelse
Partiformand Henk Krol forlod partiet i 2020, og deres ene europaparlamentariker Toine Manders forlod kort efter partiet til fordel for CDA.
Ved parlamentsvalget i 2021 faldt partiet til en enkel plads, men efter kun 2 måneder forlod partileder Liane den Haan, deres eneste parlamentariker, partiet over interne uenigheder.

## Ideologi
Partiets hovedfokus er pensionisters interesser, og at bekæmpe nedskæringer i den offentlige pension. 

## Valgresultater

### Parlamentsvalg
| Valg | Spidskandidat  | Stemmer | %    | Pladser |
| ---- | -------------- | ------- | ---- | ------- |
| 2012 | Henk Krol      | 177.631 | 1,9% | 2 / 150 |
| 2017 | Henk Krol      | 327.131 | 3,1% | 4 / 150 |
| 2021 | Liane den Haan | 106.658 | 1,0% | 1 / 150 |

| Valg | Stemmer | %    | Pladser |
| ---- | ------- | ---- | ------- |
| 2011 | 2.193   | 1,3% | 1 / 75  |
| 2015 | 4.388   | 2,6% | 2 / 75  |
| 2019 | 5.251   | 3,0% | 2 / 75  |

### Europa-Parlamentsvalg
| Valg | Stemmer | %    | Pladser |
| ---- | ------- | ---- | ------- |
| 2014 | 175.343 | 3,7% | 0 / 26  |
| 2019 | 215.199 | 3,9% | 1 / 26  |
| 2019 | 215.199 | 3,9% | 1 / 29  |